# Apolinary Łukaszewicz
Apolinary Łukaszewicz (ur. 1819 w guberni mińskiej, zm. 1891 w Brodźcu, pow. ihumeński) – komisarz powiatu bobrujskiego w powstaniu styczniowym, polski działacz narodowy, ziemianin, zesłaniec.
Syn Sylwestra i Marcjanny z Jeśmanów. Był właścicielem majątku Maksymowicze i Naborki w powiecie ihumeńskim. Ożenił się z Marią Łukaszewiczówną, córką Jakuba, właścicielką dóbr Brodziec.
Był członkiem organizacji powstańczej. W roku 1863 w czasie powstania styczniowego został powstańczym komisarzem powiatu bobrujskiego. Aresztowany przez władze carskie i skazany na zesłanie na Syberię i konfiskatę majątku Maksymowicze i Naborki. Zesłany do Tomska, a potem Tobolska. Po powrocie z wygnania mieszkał w Warszawie i Izabelinie. Uzyskał pozwolenie na powrót w rodzinne strony i zamieszkał w majątku Brodziec i tam w 1891 roku zmarł.